# Jacques-Anne-Nicolas Chartier
Pour les articles homonymes, voir Provost.
Jacques-Anne-Nicolas Chartier, né à L'Hôtellerie-de-Flée, était un homme politique français, député.

## Biographie

### Origine et famille
Feudiste au début de la Révolution française, il est le fils de Jean Chartier, marchand fermier à la Derothaie (Hôtellerie-de-Flée), et de Jacquine Jarry, qui avaient acquis les Hautes-Valles (Ménil). Il avait un frère nommé Joseph-François, et deux sœurs, 1794. Il était par sa femme, Victoire-Jeanne Esnue-Lavallée, le beau-frère d" François-Joachim Esnue-Lavallée. 
Il travaillait aux archives d'Hauteville lorsqu'elles furent livrées aux flammes le 30 juillet 1789. En 1790, il quittait l'étude des chartriers pour se livrer à la politique révolutionnaire et se faire, à l'exemple de son beau-frère, le représentant du jacobinisme dans le Craonnais. 
Il est nommé, au mois de juillet 1791, procureur-syndic du directoire du district de Craon, puis élu secrétaire de l'assemblée réunie en l'église de Notre-Dame de Mayenne pour envoyer des députés à la Convention nationale, le 2 septembre 1792, Chartier fut continué dans ses fonctions de syndic au mois de novembre suivant et détermina, le 10 juin 1793, le Directoire à rejeter les propositions de fédéralisme qui lui étaient faites par les corps constitués de Laval. En récompense il fut nommé agent national, et maintenu dans cette charge par René François-Primaudière au mois de germinal an II (mars et avril 1794). La terreur qu'il exerçait à Craon par la Société populaire qu'il avait créée en cette ville n'empêcha pas Jean-François Boursault-Malherbe de le nommer juge du tribunal du district, le 5 brumaire an III (26 octobre 1794). Il écrivait le 25 fructidor an III, à la Commission des Onze accepter la Constitution française.
Dans la nuit du 29 au 30 germinal an III (18 avril 1795 et 19 avril 1795), Chartier fut désarmé, avec les terroristes de Craon dont il était le chef, sous l'inculpation « d'avoir gouverné par la terreur, jeté l'effroi et le découragement dans les campagnes ; toléré et encouragé par son silence le brigandage des grenadiers, au mois d'août 1792, enfin d'avoir été le zélé partisan de la faction Robespierre. » Ses armes lui furent rendues par arrêt du directoire du district (5 floréal), et la Société populaire le choisit pour son président, le 5 messidor.
Aux Élections législatives de 1798, il est nommé député au conseil des Cinq-Cents, Chartier en fut exclu par la Loi du 22 floréal an VI. Après avoir été évincé du Conseil des Cinq-Cents, il proteste le 22 floréal contre l'injure qui lui est faite, et envoie un certificat de son civisme donné par la municipalité de Craon qui rappelle toutes les fonctions qu'il a remplies et son titre d'acquéreur de biens nationaux.
Son nom n'apparait pas dans l'ouvrage : « Jacques-Anne-Nicolas Chartier », dans Adolphe Robert et Gaston Cougny, Dictionnaire des parlementaires français, Edgar Bourloton, 1889-1891 [détail de l’édition] commé député.

## Sources
- « Jacques-Anne-Nicolas Chartier », dans Alphonse-Victor Angot et Ferdinand Gaugain, Dictionnaire historique, topographique et biographique de la Mayenne, Laval, A. Goupil, 1900-1910 [détail des éditions] (BNF 34106789, présentation en ligne), t. I et IV. Article Chartier (Jacques-Anne-Nicolas).